# 加藤初
加藤 初（かとう はじめ、1949年12月20日 - 2016年12月11日）は、静岡県富士市出身の元プロ野球選手（投手）、野球解説者、野球指導者。

## 経歴

### プロ入り前
吉原商業高校（1年次は吉原市立、2年次より富士市立）から亜細亜大学に進む。入学早々に膝を悪くし、実家近くの信頼ある鍼灸医の治療をうけ回復した。その帰京の際、亜細亜大学を中退した友人宅へ途中下車して寄り、一泊の予定だったが大学でのシゴキがあったことから三週間も滞在してしまい、復学しづらくなって入学後3ヶ月あまりで中退した。
社会人野球の大昭和製紙へ入社し、4年目にエースとして第42回都市対抗野球大会へ出場。秋の日本産業対抗野球大会では優勝候補の熊谷組を1安打完封して優勝に貢献した。この活躍により、巨人、中日、ヤクルト、南海、東映、西鉄らのスカウトが訪れたが、大昭和製紙には前年の都市対抗優勝投手の安田猛がおり、会社側が「同時に投手2人は出せない」とプロ側へ表明。1971年のドラフト会議では安田のみが指名され、加藤は指名されなかった。どうしてもプロへ行きたかった加藤はドラフトの数日後、野球部長や社長に辞表を提出するも不受理となり、喧嘩別れのようにして退社。直後、西鉄スカウトの浦田直治が加藤を訪ね、ドラフト会議のリストアップ表を見せた。一番上に加藤が書かれていたが、大昭和製紙の意向で指名を断念し、二重線で名前を消したことを説明した。後にプレーすることになる巨人からも誘いがあったが、高評価であったことがうれしかったこと、当時弱小だった西鉄の方が登板機会が多いだろうと考えて西鉄を選んだ。

### 現役時代
1971年、ドラフト外で西鉄に入団。当時の西鉄は黒い霧事件のために主力投手が数多く退団して戦力が大きく落ちていた頃で、稲尾和久監督と河村英文投手コーチは新人の加藤を東尾修とともに先発ローテーションの柱として起用した。
1972年にいきなり17勝を挙げ、同年のオールスターゲームにも選出、新人王に輝いた（記者投票では195票中194票という圧倒的な支持を得た）。1965年オフにドラフト制度が始まって以降、ドラフト外入団の選手が新人王に選出されたのは加藤が最初であった。以後、身売りするなど経営に苦しむライオンズで東尾とともに投手の二本柱として活躍。
1976年、関本四十四・玉井信博とのトレードにより伊原春樹とともに巨人へ移籍。もともと巨人ファンであった加藤には願ってもない話であった。これは張本勲とともに、同年の巨人の戦力補強の象徴とされている。同年4月18日の広島東洋カープ戦（広島市民球場）では史上51人目（62度目）のノーヒットノーランを達成。この年15勝4敗の好成績を挙げ、セ・リーグでは正式タイトルではないものの最高勝率を記録、巨人の前年最下位からの優勝に貢献した。
同年オフ、ハワイへの優勝旅行の事前健康診断で、肺門リンパ腫が見つかる。医者から運動をやめるように言われ、球団も背広の仕事を用意したが、本人が現役続行を強く申し出て対外的には肋膜炎と公表。10月10日から1977年6月末まで入院したところ、自然治癒した。
1983年5月頃から、日常生活では右手が上がらないという症状が出始める。試合までには回復する状態だったが、6月29日の対阪神戦で1安打完封試合をした後から治らなくなった。精密検査をしたところ、右肩の血行障害が見つかり、7月8日に左足の血管を右肩へ移植するバイパス手術を行い、9月9日に一軍へ復帰した。同年の西武との日本シリーズでは古巣相手に好投し第3戦では勝利投手になっている。
1987年は登板は多くなかったが、加藤が投げれば負けないというジンクスを作り、リーグ優勝に貢献した。同年の日本シリーズでは第1戦にリリーフで登板して勝利投手になっている。37歳10ヶ月での勝利は、2021年に比嘉幹貴に更新されるまで救援投手としては日本シリーズ最年長記録だった。
その後も巨人の主力投手として息長く活躍。オールスターゲームにも6度選出された。
1989年からは選手兼任コーチを務めた。
1990年に大腿の裏側を痛め、二軍の試合で一塁ゴロのベースカバーに入れないほどの症状で、チームの来季戦力構想からも外れていた。他球団移籍も考えたが巨人での現役引退を決めた。プロ生活でシーズンを無事に過ごせたのは半分もないほど怪我や病気に悩まされたが、西鉄・太平洋と巨人で通算19年間プレーした。

### 引退後
1991年から1994年まで、フジテレビ・ニッポン放送の野球解説者として4年間過ごしたが、あまりしゃべりは得意でなかったと後に振り返っている。
1995年、西武の監督に就任した東尾修の要請で同球団の二軍投手コーチに就任。
1998年シーズン途中からは二軍投手コーチに降格となった森繁和の後任として一軍投手コーチを務める。
2000年に一旦フロント入り。
2001年に再び一軍投手コーチを務めた。
西武退団後、2001年の秋季キャンプ、韓国プロ野球・LGツインズで投手インストラクターで参加した。加藤によると「金星根監督が土井正博さんに『誰かピッチングコーチできるのいるか?』と聞いて、西武を辞めたばかりの私に声がかかりました」と述べている
。金は加藤について「加藤さんを招くにあたってヤン・サンムン投手コーチ（当時）に『加藤さんのやり方に口出しするな』と釘を刺しておいた。しかし加藤さんは最初の2、3日、選手にまったくアドバイスしなかった。4日目になって『何も言わないのか?』と聞いてもそのスタイルを変えることはなかった。後ろから支えるタイプのコーチだった。しかし選手に厳しいことを言う時にはかなり激しかった」と述べている。
2004年にはかつての同僚・大田卓司が監督を務める台湾プロ野球のLa Newベアーズ、2005年には韓国プロ野球のSKワイバーンズで投手コーチを務めた。
2006年は韓国・LGで投手インストラクターを務めていた。
2007年から再び韓国・SKの一軍投手コーチに就任。同年チームの韓国一に貢献し、11月に開催されたアジアシリーズにもコーチとして来日した。
2008年は球団史上初の2年連続の公式戦優勝、韓国シリーズ優勝に貢献。
2010年も公式戦優勝、韓国シリーズ優勝に貢献した。
2011年に体調不良で退団。
金星根は2012年の高陽ワンダーズ、2015年のハンファ・イーグルスの監督に就任した際、加藤を投手コーチで招こうとしたが加藤の病が進行していたため、実現しなかった。
2016年12月11日、直腸がんのため死去。66歳没。
巨人移籍時の監督だった長嶋茂雄が、「1976年にトレードで入団して15勝を挙げ、ノーヒットノーランも達成しました。私が監督1年目だった1975年の最下位から、翌年に初優勝できたのは『初っちゃん（はっちゃん）』の活躍があってのものでした。とにかく球が速く、そして私は『鉄仮面』と呼んだのですが、ピンチでも表情を変えずに投げ抜く姿が印象的でした。先発、リリーフとよく働いてくれて、頼りがいのあるピッチャーでした。韓国のプロ野球でコーチをしていた時から体調が良くないとは聞いていたのですが、こんなに早く亡くなるとは、とても残念です。」、LG・SK監督時に加藤を投手コーチで招聘した金星根が「きのう（20日）聞いて驚いた。まだ若いのに寂しい。私がSKの監督を（2011年に）辞めた後、高陽とハンファの監督をやる時にも加藤さんとは一緒にやりたいと思ったが、体調が良くないと聞いて全快するのを待っていた。LGもSKも加藤さんのおかげで若い投手が育った。加藤さんは試合中もあれこれ言うことはなかったが、自分の仕事はしっかりこなす、監督にとって加藤さんは最高の投手コーチだった。」と追悼した。

## 人物
現役時代、ピンチになってもマウンドで表情を変えず、黙々と投げる姿に「鉄仮面」という異名を付けられていたが、根はひょうきんでユーモアのある人物であった。
巨人時代はマイカー通勤が多いプロ野球界の中で電車通勤をしていた。
現役時代は当時では珍しいファミコンを趣味にしていた。

## 詳細情報

### 年度別投手成績
| 年 度      | 球 団       | 登 板 | 先 発 | 完 投 | 完 封 | 無 四 球 | 勝 利 | 敗 戦 | セ 丨 ブ | ホ 丨 ル ド | 勝 率 | 打 者 | 投 球 回 | 被 安 打 | 被 本 塁 打 | 与 四 球 | 敬 遠 | 与 死 球 | 奪 三 振 | 暴 投 | ボ 丨 ク | 失 点 | 自 責 点 | 防 御 率 | W H I P |
| ---------- | ----------- | ----- | ----- | ----- | ----- | -------- | ----- | ----- | -------- | ----------- | ----- | ----- | -------- | -------- | ----------- | -------- | ----- | -------- | -------- | ----- | -------- | ----- | -------- | -------- | ------- |
| 1972       | 西鉄 太平洋 | 48    | 31    | 8     | 2     | 0        | 17    | 16    | --       | --          | .515  | 1068  | 246.0    | 220      | 33          | 137      | 2     | 9        | 114      | 3     | 0        | 117   | 108      | 3.95     | 1.45    |
| 1973       | 西鉄 太平洋 | 43    | 18    | 5     | 0     | 0        | 8     | 11    | --       | --          | .421  | 680   | 159.2    | 145      | 21          | 77       | 2     | 2        | 90       | 1     | 2        | 83    | 74       | 4.16     | 1.39    |
| 1974       | 西鉄 太平洋 | 34    | 26    | 7     | 3     | 0        | 12    | 12    | 0        | --          | .500  | 787   | 189.0    | 144      | 18          | 98       | 4     | 7        | 122      | 2     | 0        | 67    | 62       | 2.95     | 1.28    |
| 1975       | 西鉄 太平洋 | 28    | 21    | 11    | 1     | 2        | 8     | 11    | 0        | --          | .421  | 682   | 157.0    | 163      | 14          | 62       | 3     | 2        | 109      | 3     | 0        | 86    | 75       | 4.30     | 1.43    |
| 1976       | 巨人        | 46    | 14    | 4     | 1     | 0        | 15    | 4     | 8        | --          | .789  | 696   | 168.0    | 141      | 21          | 63       | 2     | 2        | 161      | 8     | 0        | 72    | 69       | 3.70     | 1.21    |
| 1977       | 巨人        | 13    | 8     | 0     | 0     | 0        | 4     | 1     | 3        | --          | .800  | 237   | 55.2     | 40       | 8           | 28       | 1     | 1        | 60       | 2     | 0        | 19    | 18       | 2.89     | 1.22    |
| 1978       | 巨人        | 34    | 24    | 4     | 0     | 0        | 8     | 5     | 3        | --          | .615  | 661   | 157.0    | 146      | 17          | 64       | 1     | 8        | 114      | 5     | 1        | 70    | 63       | 3.61     | 1.34    |
| 1979       | 巨人        | 36    | 22    | 1     | 0     | 0        | 7     | 10    | 2        | --          | .412  | 596   | 142.0    | 124      | 23          | 57       | 2     | 1        | 98       | 1     | 0        | 68    | 63       | 3.99     | 1.27    |
| 1980       | 巨人        | 13    | 1     | 0     | 0     | 0        | 1     | 1     | 0        | --          | .500  | 122   | 27.0     | 29       | 5           | 16       | 0     | 0        | 19       | 0     | 0        | 18    | 11       | 3.67     | 1.67    |
| 1981       | 巨人        | 30    | 18    | 6     | 0     | 0        | 12    | 6     | 2        | --          | .667  | 652   | 158.0    | 133      | 20          | 63       | 7     | 3        | 97       | 2     | 1        | 54    | 51       | 2.91     | 1.24    |
| 1982       | 巨人        | 24    | 17    | 3     | 0     | 0        | 4     | 7     | 0        | --          | .364  | 502   | 121.2    | 105      | 9           | 41       | 3     | 3        | 97       | 3     | 1        | 52    | 42       | 3.10     | 1.20    |
| 1983       | 巨人        | 17    | 9     | 2     | 1     | 1        | 8     | 3     | 0        | --          | .727  | 330   | 81.1     | 70       | 9           | 30       | 0     | 1        | 46       | 1     | 0        | 27    | 24       | 2.66     | 1.23    |
| 1984       | 巨人        | 25    | 24    | 3     | 1     | 0        | 10    | 7     | 0        | --          | .588  | 648   | 152.2    | 140      | 19          | 56       | 5     | 2        | 95       | 3     | 1        | 64    | 57       | 3.36     | 1.28    |
| 1985       | 巨人        | 30    | 21    | 0     | 0     | 0        | 4     | 8     | 3        | --          | .333  | 515   | 123.1    | 104      | 17          | 52       | 4     | 4        | 89       | 1     | 0        | 53    | 47       | 3.43     | 1.26    |
| 1986       | 巨人        | 26    | 23    | 4     | 1     | 1        | 14    | 5     | 0        | --          | .737  | 592   | 143.2    | 123      | 14          | 45       | 5     | 3        | 93       | 2     | 0        | 51    | 44       | 2.76     | 1.17    |
| 1987       | 巨人        | 19    | 18    | 0     | 0     | 0        | 7     | 1     | 0        | --          | .875  | 392   | 92.0     | 93       | 11          | 26       | 0     | 3        | 65       | 2     | 2        | 37    | 31       | 3.03     | 1.29    |
| 1988       | 巨人        | 14    | 10    | 0     | 0     | 0        | 2     | 4     | 0        | --          | .333  | 225   | 55.1     | 43       | 8           | 24       | 2     | 1        | 16       | 1     | 0        | 24    | 21       | 3.42     | 1.21    |
| 1989       | 巨人        | 4     | 1     | 0     | 0     | 0        | 0     | 1     | 0        | --          | .000  | 38    | 7.0      | 10       | 3           | 6        | 1     | 0        | 7        | 0     | 0        | 11    | 10       | 12.86    | 2.29    |
| 1990       | 巨人        | 6     | 0     | 0     | 0     | 0        | 0     | 0     | 1        | --          | ----  | 61    | 13.2     | 14       | 1           | 5        | 0     | 0        | 8        | 0     | 0        | 4     | 4        | 2.63     | 1.39    |
| 通算：19年 | 通算：19年  | 490   | 306   | 58    | 10    | 4        | 141   | 113   | 22       | --          | .555  | 9484  | 2250.0   | 1987     | 271         | 950      | 44    | 52       | 1500     | 40    | 8        | 977   | 874      | 3.50     | 1.31    |

- 各年度の太字はリーグ最高
- 西鉄（西鉄ライオンズ）は、1973年に太平洋（太平洋クラブライオンズ）に球団名を変更

### タイトル
- 最高勝率：1回（1976年）

### 表彰
- 新人王 （1972年）
- 月間MVP：1回 （1976年4月）

### 記録
初記録
- 初登板：1972年4月25日、対東映フライヤーズ3回戦（後楽園球場）、8回裏に3番手で救援登板・完了、1回1失点
- 初奪三振：同上、8回裏に岡村浩二から
- 初先発：1972年5月5日、対南海ホークス4回戦（大阪スタヂアム）、5回3失点で敗戦投手
- 初勝利・初完投勝利：1972年5月17日、対東映フライヤーズ7回戦（平和台球場）、9回2失点
- 初完封勝利：1972年8月27日、対ロッテオリオンズ19回戦（新南陽球場）
- 初セーブ：1976年4月8日、対大洋ホエールズ3回戦（後楽園球場）、8回表に3番手で救援登板・完了、2回無失点

節目の記録
- 1000投球回：1976年4月22日、対ヤクルトスワローズ3回戦（後楽園球場）、8回表3死目に達成
- 1000奪三振：1982年4月21日、対中日ドラゴンズ4回戦（平和台球場）、6回表に谷沢健一から　※史上64人目
- 1500投球回：1982年6月19日、対広島東洋カープ14回戦（広島市民球場）、6回裏2死目に達成
- 100勝：1983年 6月18日、対横浜大洋ホエールズ12回戦（後楽園球場）、9回3失点完投勝利　※史上82人目
- 2000投球回：1986年7月1日、対ヤクルトスワローズ11回戦（明治神宮野球場）、4回裏1死目に達成
- 1500奪三振：1990年8月7日、対横浜大洋ホエールズ21回戦（東京ドーム）、9回表に遠藤一彦から　※史上33人目

その他の記録
- ノーヒットノーラン：1976年4月18日、対広島東洋カープ6回戦（広島市民球場）　※史上51人目
- オールスターゲーム出場：6回 （1972年 - 1974年、1976年、1979年、1986年）

### 背番号
- 11 （1972年 - 1975年）
- 21 （1976年 - 1990年）
- 84 （1995年 - 1999年、2001年）
- 71 （2004年）

## 関連情報

### 著書
- 巨人軍 仲よくするより強くなれ　風雲熱投19年!鉄仮面投手の直言を受けてみろ　廣済堂出版　1991年　ISBN 978-4331005484

### 出演番組
- BASEBALL SPECIAL〜野球道〜 - かつてフジテレビ解説者として出演していた中継の現行統一タイトル
- プロ野球ニュース
- ニッポン放送ショウアップナイター